# Provincia Huambo
Huambo este o provincie în Angola.

## Municipalități
- Huambo
- Caala
- Ekunha
- Longonjo
- Ukuma
- Bailundo
- Tchinjenje
- Mungo
- Katchiungo
- Tchicala Tcholoanga
- Londuimbali